# Lamb of God
Lem ov Gad (engl. Lamb of God) je američki hevi metal bend iz Ričmonda, te su jedan od predstavnika novog vala američkog hevi metala.

## O bendu
Bend su 1994. osnovali gitarista Mark Morton, bubnjar Kris Adler te basista Džon Kembel pod imenom Burn the Priest. 
Godine 1997. su promenili ime u Lem ov Gad jer im je u nekim klubovima do tada bilo zabranjeno svirati zbog "zlog" imena. U početku su svirali det metal, a kasnije je više uticaja gruv metala. Do sada su izdali ukupno šest studijskih album, zasada poslednji Wrath 2009. godine. Pesma "Redneck" sa njihovog petog albuma Sacrament je bila nominovana za Gremi u kategoriji za najbolju hevi metal izvedbu.
Bend je nastupao na mnogim poznatim festivalima, uključujući Ozfest i Gigantur.

## Članovi benda
Sadašnja postava
- Rendi Blajt – vokal (1995.-)
- Mark Morton – prva gitara (1990., 1997.-)
- Vili Adler – ritam gitara (1998.-)
- Džon Kembel– bas gitara (1990.-)
- Kris Adler – bubnjevi (1990.-)

Bivši članovi
- Ejb Spir – gitara (1990.–1998.)

## Diskografija
Studijski albumi
- (1999.)
- (2000.)
- (2003.)
- (2004.)
- (2006.)
- (2009.)
- Resolution (2012.)
- VII: Sturm und Drang (2015.)
- Lamb of God (2020.)
- Omens (2022.)

## Spoljašnje veze
- Zvanična prezentacija benda (језик: енглески)